# Remember Me (2010)
Remember Me is een Amerikaanse film, die op 1 maart 2010 in première is gegaan. De film is geregisseerd door Allen Coulter. In België verscheen de film op 11 maart 2010, in Nederland op 1 april 2010.

## Verhaal
Tyler Hawkins (Robert Pattinson) kan de zelfmoord van zijn broer maar niet verwerken en maakt een puinhoop van zijn leven. Wanneer hij tijdens een avond stappen betrokken raakt bij een vechtpartij, wordt hij opgepakt door een hardhandige politieagent (Chris Cooper). Om de agent terug te pakken, legt Tyler het aan met zijn aantrekkelijke dochter, Ally (Emilie de Ravin). Het klikt bijzonder goed tussen de twee. Ally vertelt dat haar moeder op brute wijze is vermoord en dit gemeenschappelijke verlies schept een band. De twee worden tot over hun oren verliefd.
Alleen de waarheid staat nog in de weg: Tyler weet dat hij Ally nog moet vertellen waarom hij haar in eerste instantie mee uit heeft gevraagd en riskeert daarmee zijn grote liefde te verliezen.
Tyler heeft een heel slechte band met zijn vader (Pierce Brosnan), en zijn kleine zusje (Ruby Jerins) lijdt daaronder.
Ze wordt zwaar gepest op school en ze heeft het gevoel dat haar vader haar niet mag. Als zijn zusje wordt uitgenodigd voor een logeerpartijtje door haar klasgenootjes, wordt haar haar eraf geknipt. Tyler wordt daar zo boos om, dat hij het lokaal sloopt als hij haar de volgende dag naar school brengt.
Hij komt in de gevangenis terecht en zijn vader betaalt de borgtocht. Wel moet Tyler nog even naar zijn kantoor komen om te praten met de advocaten.
Als Tyler de volgende dag op weg is naar het kantoor, belt zijn vader hem. Hij belt met de mededeling dat hij Caroline (zijn kleine zusje) naar school brengt, dit is goed nieuws en Tyler is er blij om. Hij gaat alvast naar het kantoor om daar te wachten. De kijker komt dan tot de ontdekking dat het 11 september 2001 is en dat het kantoor van Tylers vader zich bevindt in de North Tower van het World Trade Center.  Tyler komt om wanneer een vliegtuig de toren raakt. Het enige wat van hem overblijft is een boekje. Het boekje waarin hij schreef naar zijn broer, elke ochtend. en waarin hij hem eindelijk vergeeft. Tyler wordt naast zijn broer begraven.

## Rolverdeling
| Acteur           | Personage           | Opmerkingen                                                             |
| ---------------- | ------------------- | ----------------------------------------------------------------------- |
| Robert Pattinson | Tyler Hawkins       | Protagonist wiens broer zes jaar eerder zelfmoord pleegde.              |
| Emilie de Ravin  | Alyssa (Ally) Craig | Tylers vriendin wiens moeder vroeger voor haar ogen doodgeschoten werd. |
| Pierce Brosnan   | Charles Hawkins     | Tylers vader                                                            |
| Lena Olin        | Diane Hirsch        | Tylers moeder.                                                          |
| Ruby Jerins      | Caroline Hawkins    | Tylers jongere zusje dat op school gepest wordt.                        |
| Gregory Jbara    | Les Hirsch          | Diana's nieuwe partner.                                                 |
| Chris Cooper     | Neil Craig          | Ally's vader en politierechercheur.                                     |
| Martha Plimpton  | Helen Craig         | Ally's moeder die in een metrostation werd overvallen en doodgeschoten. |
| Kate Burton      | Janine              | Charles' secretaresse.                                                  |
| Peyton List      | Samantha            |                                                                         |